# Уклон (бокс)
Уклон или защита уклоном — элемент оборонительной техники в классическом боксе, заключающийся в смещении или наклоне туловища бойца для увода головы с линии удара навстречу ему.
По мнению советских специалистов уклон считается одним из наиболее практичных способов защиты, ввиду того, что руки бойца остаются свободными для иных действий (ударов и т. п.) Как правило, от прямых ударов применяют уклоны в сторону, от боковых и апперкотов — назад или в сторону. Выполнение уклона в сторону не препятствует провести контратаку противника встречным ударом руки по разноименной стороне уклона. Кроме этого, контратака также возможна из положения уклона ответным ударом по одноименной стороне уклона.
В некоторых условиях уклоны в сочетании с нырками становятся элементом фронтального маневрирования или в сочетании с подставками — элементами флангового манёвра. Задействование уклонов в рамках агрессивно-наступательной тактики позволяет подобрать выгодную дистанцию боя и продолжать ударный прессинг противника.